# Gonfalone con la Pietà
Il Gonfalone con la Pietà è un dipinto a tempera su tela (128x165 cm) di Pietro Perugino, databile al 1472 circa e conservato nella Galleria nazionale dell'Umbria a Perugia.

## Storia
L'opera è uno stendardo processionale proveniente dal convento francescano di Farneto, presso Perugia. Si tratta di un'opera della fase giovanile dell'artista.

## Descrizione e stile
Il dipinto mostra il Cristo in pietà in grembo a Maria, circondato ai lati da san Girolamo (con l'immancabile leone addomesticato accanto) e Maria Maddalena. Le figure laterali sono sapientemente inserite davanti a due quinte rocciose, mentre il gruppo sacro centrale è posto su una vasta apertura del paesaggio. Non casuale è anche il ricorso a contrasti di colore per far risaltare le figure, come le rocce in ombra dietro Girolamo, che fanno spiccare la sua veste bianca.
Alla fase giovanile dell'artista rimandano una serie di durezze e grafismi derivanti dall'esempio di Verrocchio, come nel secco corpo di Cristo, nei panneggi simili a fogli accartocciati dei santi (soprattutto nel disporsi ritmico delle pieghe sul suolo) e nell'intenso sentimento espresso dalla Vergine dolente. Ciò crea un forte tensione plastica nelle linee di contorno, tipica dell'arte fiorentina dell'epoca. D'altra parte questa è anche una delle prime opere in cui si assiste all'avvio di addolcimenti che portarono, nel giro di pochi anni, allo stile morbido e soffuso per cui il pittore divenne celebre: ciò si nota nel volto della Maddalena, incorniciato da eleganti riccioli biondi, e nello scorcio paesistico, con le dolci colline e gli alberelli isolati che richiamano il paesaggio umbro.